# 문중 (봉신연의)

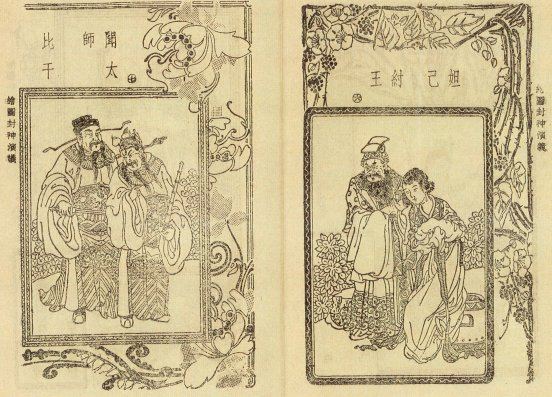
봉신연의의 문중(왼쪽 그림)

문중(聞仲)는 《봉신연의(封神演義)》에서 나오는 가공 인물로, 상나라의 태사(太師)이다.

## 생애
제신(帝辛)의 아버지인 제을(帝乙) 때부터 상나라를 섬겼으며, 곤륜산(崑崙山)에서 수련을 하다 선골(仙骨)이 없다는 이유로 하산한 뒤 절교(截敎)의 금오도(金鰲島)에서 수행을 쌓아 선술과 도술, 무술에 모두 뛰어난 능력을 지니게 되었다. 제신이 집권한 지 7년 째 되던 해에 북해의 72제후들이 반란을 일으켰으며, 문중은 이를 진압하기 위해 15년동안 자리를 비우게 되었다.
15년 후 반란을 진압하고 수도 조가로 돌아왔을 때, 문중은 그동안 제신의 많은 폭정을 행했음을 대해서 알고는 이를 원래대로 되돌리기 위해 애썼다. 또한 원시천존(元始天尊)이 강자아(姜子牙)를 시켜 봉신(封神) 계획을 꾸미고 있다는 것을 알았으며, 봉신 계획의 부조리를 깨닫고는 이를 저지하기 위해 상나라의 군사 및 절교 출신의 요괴들과 힘을 합해 강자아와 무왕(武王)이 이끄는 서기(西岐)의 군사들 및 이들 뒤에서 지원해주는 천교(闡敎) 출신의 선인들과 싸웠다. 하지만 결국 절룡령(絶龍嶺)에서 운중자(雲中子)와 싸우다 통천화주(通天火柱)에 의해 사망한다.
봉신계획이 끝난 이후 강자아는 문중을 뇌부신(雷部神)의 통령(統領)인 구천응원뇌신보화천존(九天應元雷神普化天尊)에 임명했다.